# Manduca violaalba
Manduca violaalba är en fjärilsart som beskrevs av Clark 1922. Manduca violaalba ingår i släktet Manduca och familjen svärmare. Inga underarter finns listade i Catalogue of Life.

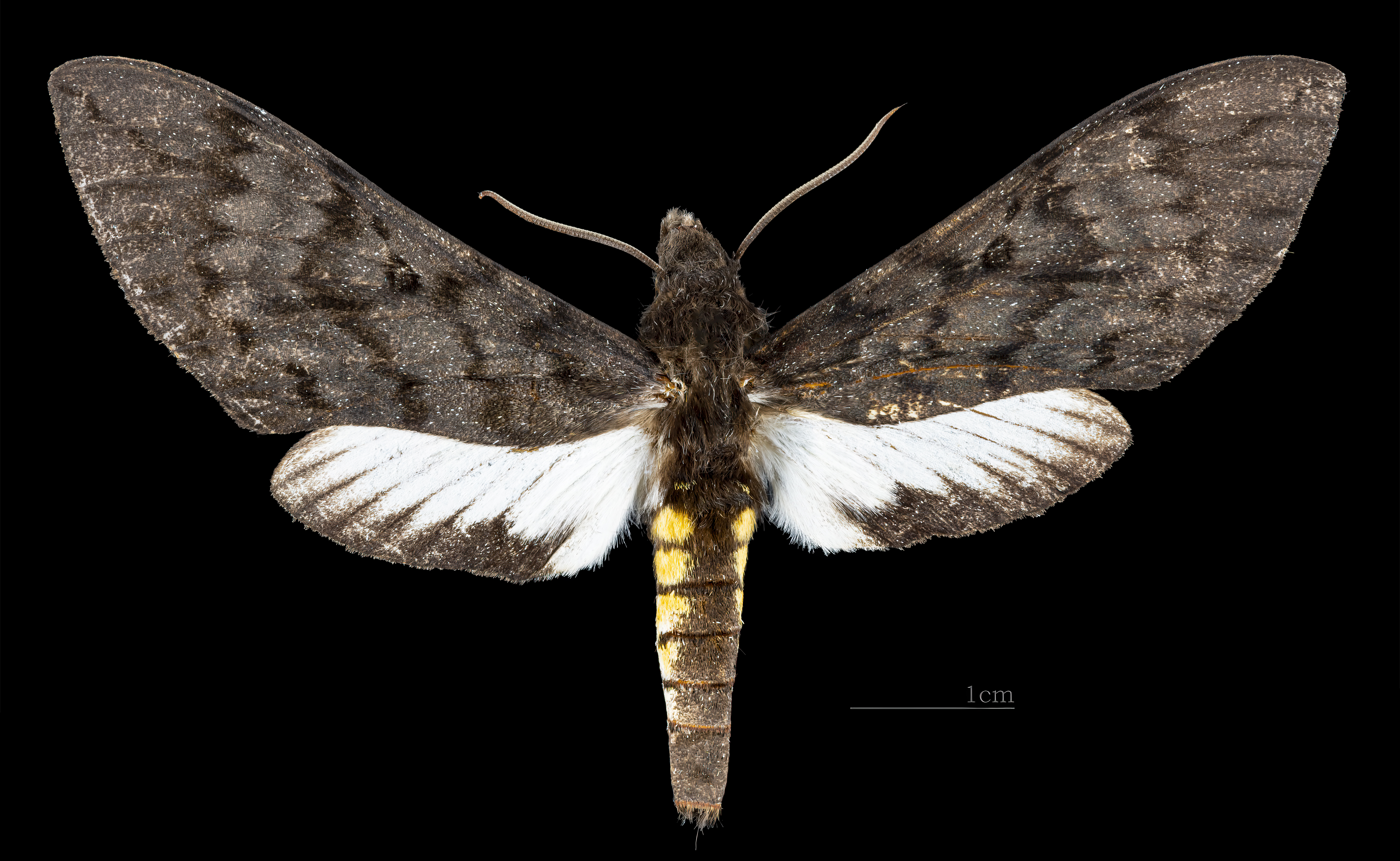
Manduca violaalba  ♀
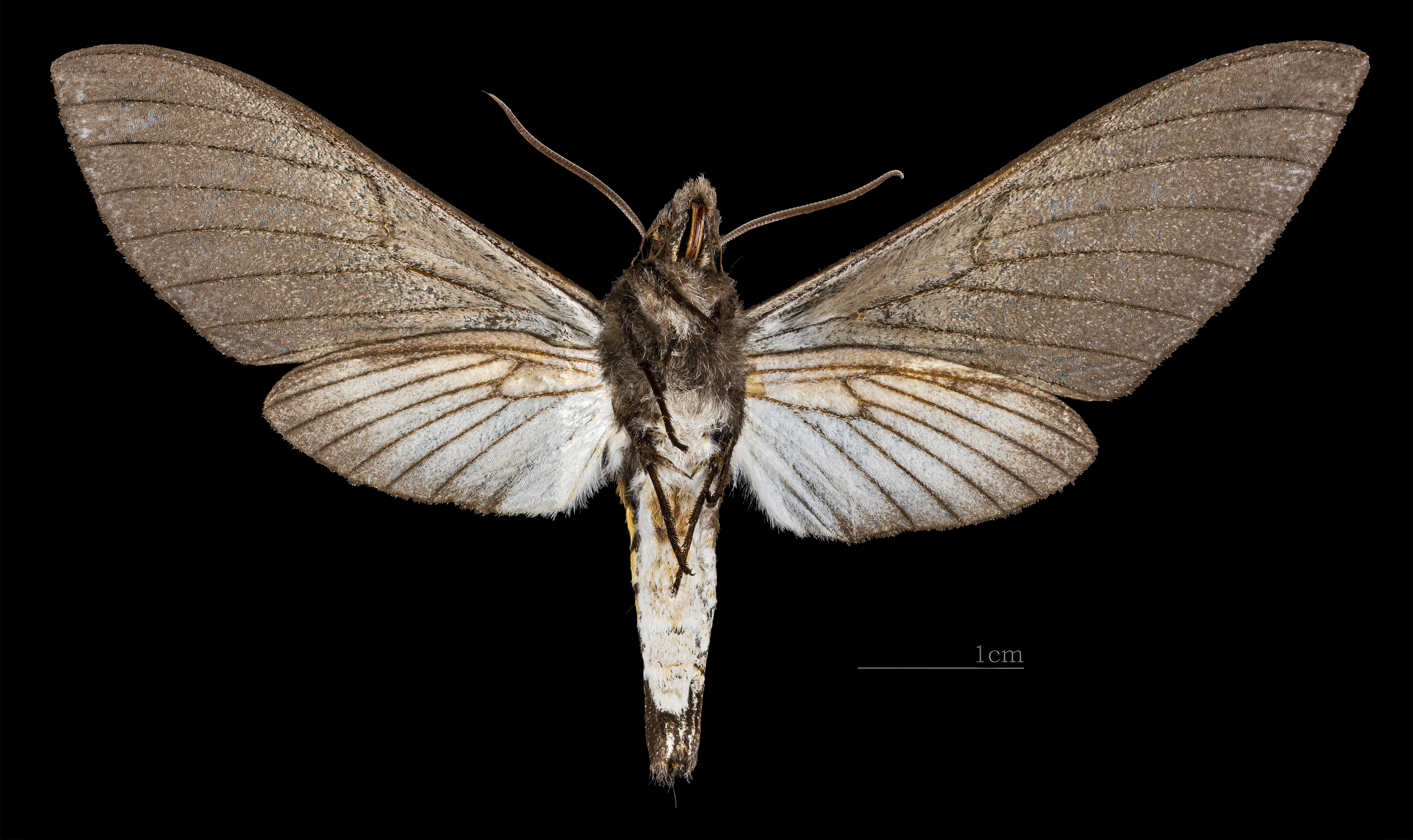
Manduca violaalba  ♀ △